# Kamienica Jurckschata w Olsztynie
Kamienica Jurckschata – zabytkowa kamienica w Olsztynie. Mieści się przy ul. Kruka 18.
Została zbudowana około 1910 roku. Właścicielem była rodzina Jurckschatów. W międzywojniu w budynku mieściły się siedziba Olsztyńskiej Izby Handlowej i Przemysłowej, sklep oraz mieszkania. Po wojnie przejęta przez Skarb Państwa. W 1989 roku kamienicę wpisano do rejestru zabytków.